# August Meier
August Meier, född den 8 oktober 1900 i Mainz, Storhertigdömet Hessen, död den 12 maj 1960 i Festung Hohenasperg, var en tysk SS-Obersturmbannführer och chef inom Einsatzgruppe C, en av de fyra mobila insatsgrupper som opererade i det av Nazityskland ockuperade Baltikum och Sovjetunionen.
Meier var från september 1941 till januari 1942 chef för Einsatzkommando 5 inom Einsatzgruppe C; från juli till november 1942 anförde han Einsatzkommando 4b inom samma Einsatzgruppe. Under krigets senare år tjänstgjorde han som kommendör för Sicherheitspolizei och Sicherheitsdienst (Kommandeur der Sicherheitspolizei und des SD, förkortat KdS) i Limoges i Frankrike.
Efter andra världskriget utlämnades Meier till Frankrike och dömdes 1949 till 20 års fängelse. Han släpptes dock 1956 av hälsoskäl. Han häktades ånyo några år senare och förhördes om sina förehavanden i Ukraina. I maj 1960 begick Meier självmord i häktet.